# The Secret Life of Walter Mitty (película de 1947)
La vida secreta de Walter Mitty es una película de comedia en technicolor de 1947, basada libremente en el cuento de 1939 del mismo nombre de James Thurber. La película está protagonizada por Danny Kaye como un joven corrector de pruebas soñando despierto (luego editor asociado) para una editorial de revistas y Virginia Mayo como la chica de sus sueños. La película fue adaptada para la pantalla por Ken Englund, Everett Freeman y Philip Rapp, y dirigida por Norman Z. McLeod.

## Argumento
Walter Mitty (Kaye) es un "tipo intrascendente de Perth Amboy, Nueva Jersey". Es dominado y acosado por todos en su vida, incluida su mandona madre, su autoritario y ladrón de ideas, el jefe Bruce Pierce, su tonta prometida Gertrude Griswold, el detestable aspirante a pretendiente de Gertrude Tubby Wadsworth y su ruidosa madre, la Señora Griswold.
El escape de Walter de su incesante punción es imaginarse todo tipo de vidas emocionantes e imposibles para sí mismo, alimentadas por las revistas pulp que lee todos los días como editor en Pierce Publishing Company. Pero sus sueños solo parecen meterlo en más problemas. En una escena, mientras aviva la caldera de calefacción, sueña cómo sería ser un piloto de combate de la RFA. Su madre lo despierta de este sueño, y le ordena que venga a cenar. Creyendo que todavía es un piloto de combate británico, saluda y coloca un atizador al rojo vivo debajo del brazo, solo para quemar un agujero en la chaqueta de su traje.
Las cosas se complican mucho más cuando se encuentra con una mujer misteriosa, Rosalind van Hoorn (Mayo), que resulta que se parece perfectamente a la chica de sus sueños. Rosalind está trabajando con su tío, Peter van Hoorn, para ayudar a asegurar algunas joyas de la corona holandesa escondidas de los nazis durante la Segunda Guerra Mundial. Atrapado en una aventura de la vida real que parece increíble incluso para él, Walter intenta ocultar su doble vida a su familia y amigos mundanos. Con el tiempo, adquiere el valor de enfrentarse a quienes lo patean.

## Reparto
- Danny Kaye como Walter Mitty
- Virginia Mayo como Rosalind van Hoorn
- Boris Karloff como el Doctor Hollingshead
- Fay Bainter como la Señora Eunice Mitty
- Thurston Hall como Bruce Pierce
- Ann Rutherford como Gertrude Griswald
- Gordon Jones como Tubby Wadsworth
- Florence Bates como la Señora Griswald
- Konstantin Shayne como Peter van Hoorn
- Reginald Denny como el Coronel
- Henry Corden como Hendrick
- Doris Lloyd la Señora Leticia Follinsbee
- Fritz Feld como Anatole
- Frank Reicher como Maasdam
- Milton Parsons como el Mayordomo
- Ethan Laidlaw como el Timonel (sin acreditar)
- Sam McDaniel como el Portero (sin acreditar)
- Charles Trowbridge como el Doctor Renshaw (sin acreditar)

## Doblaje
| Personaje                | Actor original    | Actor de doblaje · México | Actor de doblaje · España |
| ------------------------ | ----------------- | ------------------------- | ------------------------- |
| Walter Mitty             | Danny Kaye        | Arturo Mercado Jr.        | Simón Ramírez             |
| Rosalind van Hoorn       | Virginia Mayo     |                           | María Luisa Rubio         |
| Doctor Hugo Hollingshead | Boris Karloff     | Gonzalo Curiel            | Francisco Arenzana        |
| Señora Eunice Mitty      | Fay Bainter       |                           | María Romero              |
| Bruce Pierce             | Thurston Hall     | Miguel Ángel Ghigliazza   | Claudio Rodríguez         |
| Señora Irma Griswold     | Florence Bates    | Rosanelda Aguirre         | Ana Díaz Plana            |
| Gertrude Griswold        | Ann Rutherford    | Xóchitl Ugarte            | Lucía Esteban             |
| Peter Van Hoorn          | Konstantin Shayne | Armando Réndiz            | Javier Franquelo          |
| Tubby Wadsworth          | Gordon Jones      |                           | Juan Carlos Ordóñez       |
| Vendedora en tienda      | Lucille Casey     | Adriana Casas             |                           |
| Insertos                 | N/D               | Blas García               |                           |

## Producción
Según los informes, Ken Englund y Everett Freeman comenzaron a trabajar adaptando la historia de James Thurber en enero de 1945. Según Thurber, el productor Samuel Goldwyn rechazó el guion de Englund and Freeman en diciembre de 1945 y envió a Englund a consultar con Thurber, quien trabajó con él durante diez días. Thurber se quejó más tarde de que en un momento la escena del psiquiatra contenía "un incidente de una chica bañándose que me perseguirá todos los días de mi vida". Goldwyn lo consultó repetidamente, pero sus sugerencias fueron ignoradas en gran medida. En una carta a la revista Life, Thurber expresó su considerable descontento con el guion, incluso cuando Goldwyn insistió en otra carta que Thurber lo aprobaba. Thurber también mencionó que Goldwyn le pidió que no leyera parte del guion, porque era "demasiado sangriento y sediento". Thurber dijo que leyó el guion completo de todos modos, y estaba "horrorizado y golpeado".
Al alejarse del material de Thurber, Goldwyn hizo que los escritores personalizaran la película para mostrar los talentos de Kaye, alterando tanto la historia original que Thurber llamó a la película "La Vida Pública de Danny Kaye".
Goldwyn también cambió brevemente el título de la película a I Wake Up Dreaming en respuesta a una encuesta de Gallup que había encargado, un título que en realidad era un juego de palabras en la novela de Steve Fisher de 1941 I Wake Up Screaming (y la película de 1941 del mismo nombre) . Sin embargo, Goldwyn pronto lo cambió de nuevo al título de Thurber en respuesta a las airadas protestas de los fanáticos de Thurber, como se informó en un artículo de mayo de 1947 en Collier's Weekly.
La película incluye muchas de las canciones típicas de Kaye y uno de sus personajes de ensueño más recordados, "Anatole of Paris", un sombrerero fey cuya inspiración para los ridículos chapeaux que crea es en realidad su odio por las mujeres. El personaje de Anatole se basa en "Antoine de Paris", un profesional de peluquería de mujeres de la época, conocido por crear peinados absurdos. La letra de la canción Anatole of Paris fue escrita por la esposa de Kaye, Sylvia Fine.

## Adaptaciones a otros medios
La Vida Secreta de Walter Mitty fue dramatizada como una obra de radioteatro de media hora en la transmisión del 3 de noviembre de 1947 de El Teatro Screen Guild con Kaye y Mayo en sus papeles cinematográficos originales.

## Remake
Los planes para un remake de La Vida Secreta de Walter Mitty surgieron a principios de la década de 1990, con el productor Samuel Goldwyn, Jr. considerando al actor Jim Carrey para el papel protagónico. Después de un desarrollo que duró más de dos décadas, la película finalmente se hizo realidad con Ben Stiller como actor principal y director. La película fue lanzada en los Estados Unidos el 25 de diciembre de 2013.